# William C. Dudley

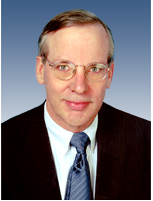
William C. Dudley

William C. Dudley war von Januar 2009 bis Juni 2018 der 10. Präsident und CEO der Federal Reserve Bank of New York. In dieser Position bekleidete er gleichzeitig das Amt des amtierenden Vize-Präsidenten und ständigen Mitglieds des Federal Open Market Committee (FOMC), der Gruppe zur Formulierung der nationalen Geld- und Währungspolitik.
Dudley war zuvor Vize-Präsident der Market Group der Federal Reserve Bank of New York, bei der er ebenfalls das System Open Market Account leitete. Diese Gruppe überwacht die heimischen Offenmarkt- und Devisenmarkttransaktionen anderer Zentralbanken.
Bevor er 2007 zur New York Fed kam, war er Partner und Managing Director bei Goldman Sachs sowie für ein Jahrzehnt deren Chef-US-Volkswirt. Zu Beginn seiner Karriere bei Goldman Sachs hatte er diverse Positionen inne (u. a. war auch zuständig für die Devisenprognosen). Vor seiner Tätigkeit bei Goldman Sachs, im Jahre 1986, war er Vize-Präsident der ehemaligen Morgan Guaranty Trust Company. Von 1981 bis 1983 war er Ökonom des Federal Reserve Board.
Im November 2017 kündigte die New York Fed an, das William Dudley vorzeitig bereits Mitte 2018 von seinem Posten zurücktreten und in den Ruhestand gehen wird. Sein Nachfolger wird der Chef der Federal Reserve Bank of San Francisco John C. Williams.
Er war von 1999 bis 2005 Mitglied der technischen Berater-Gruppe des Congressional Budget Office.
1974 erwarb er den Bachelor of Arts auf dem New College in Sarasota, Florida. Dudley promovierte in Wirtschaftswissenschaften an der University of California, Berkeley im Jahre 1982.
Derzeit wohnt er mit seiner Frau Ann E. Darby in New Jersey.